# Marsdenia fusca
Marsdenia fusca är en oleanderväxtart som beskrevs av John Wright och August Heinrich Rudolf Grisebach. Marsdenia fusca ingår i släktet Marsdenia och familjen oleanderväxter. Inga underarter finns listade i Catalogue of Life.